# Bendolo
Bendolo is een bestuurslaag in het regentschap Nganjuk van de provincie Oost-Java, Indonesië. Bendolo telt 1375 inwoners (volkstelling 2010).